# 1228 (szám)
Az 1228 (római számmal: MCCXXVIII) az 1227 és 1229 között található természetes szám.

## A szám a matematikában
A tízes számrendszerbeli 1228-as a kettes számrendszerben 10011001100, a nyolcas számrendszerben 2314, a tizenhatos számrendszerben 4CC alakban írható fel.
Az 1228 páros szám, összetett szám. Kanonikus alakja 22 · 3071, normálalakban az 1,228 · 103 szorzattal írható fel. Hat osztója van a természetes számok halmazán, ezek növekvő sorrendben: 1, 2, 4, 307, 614 és 1228.
Az 1228 egyetlen szám valódiosztó-összegeként áll elő, ez az 1292.

## Csillagászat
- 1228 Scabiosa kisbolygó